# مطار بونقور
مطار بونقورهو مطار يخدم مدينة بونقور ، في منطقة مايو كيبي الشرقي في تشاد.

## روابط خارجية
- سجل المطار لمهبط طائرات بونقور في Landings.com